# Scorpaenopsis furneauxi
Scorpaenopsis furneauxi är en fiskart som beskrevs av Whitley, 1959. Scorpaenopsis furneauxi ingår i släktet Scorpaenopsis och familjen Scorpaenidae. Inga underarter finns listade i Catalogue of Life.